# 1962-es labdarúgó-világbajnokság
Az 1962-es labdarúgó-világbajnokság a hetedik torna volt a labdarúgó-világbajnokságok történetében, amit 1962. május 30. és június 17. között rendeztek Chilében. A rendezés jogát 1956 júniusában ítélték oda Chilének.
A tornát a címvédő Brazília nyerte, miután a döntőben 3–1-re legyőzte Csehszlovákiát.

## Rendező
Chilét a FIFA Lisszabonban 1956. június 10-én választotta ki rendezőnek. Chile mellett Argentína és az NSZK jelezte rendezési szándékát, de utóbbi a szavazás előtt visszalépett.

## Selejtezők
A selejtezőkre 57 ország nevezett, de visszalépések miatt végül 52 válogatott indult. A 16 tagú mezőnynek Chile rendezőként, Brazília pedig címvédőként automatikusan résztvevője volt. A még kiadó 14 hely 8 európai és 3 dél-amerikai csapat számára volt fenntartva. A maradék 3 helyért az afrikai, ázsiai, észak és közép-amerikai, illetve a karibi térség válogatottjai 3 pótselejtezőt játszottak európai vagy dél-amerikai ellenféllel. Az 1962-es világbajnokság volt az utolsó, melyen csak az európai és az amerikai kontinensről származó válogatottak szerepeltek.
Bulgária és Kolumbia első alkalommal jutott ki. Az 1958-as világbajnokság döntőse, Svédország és a bronzérmes Franciaország kiesett a selejtezőkben.

## Összegzés
A torna lebonyolítása nem változott az 1958-as labdarúgó-világbajnokságéhoz képest: 16 csapat kvalifikálta magát; négy négyfős csoportba osztották fel őket. Az új szabályok értelmében a házigazda és a négy évvel korábbi győztes automatikusan kvalifikálta magát.
1960 májusában, már folytak az előkészületek a világbajnokságra. Május 22-én a Richter-skála szerinti 9,5-ös erősségű földrengés rázta meg Chilét, a nemzeti infrastruktúrában nagy károk keletkeztek. A károk összértéke majdnem 600 millió $ volt. Carlos Dittborn, a szervező bizottság elnöke azt mondta: "Because we don't have anything, we will do everything in our power to rebuild!" azaz "Mivel nincs semmink, ezért mindent megteszünk, amit tudunk, hogy újjáépítsük". Ez a kijelentés lett a világbajnokság nem hivatalos szlogenje. A stadionokat és a kiszolgáló-épületeket rekord sebességgel építették újra. Szerencsétlenség, hogy Dittborn nem láthatta munkája gyümölcsét, egy hónappal a torna kezdete előtt elhunyt. Az aricai stadiont róla nevezték el, Estadio Carlos Dittborn-nek, amely a mai napig viseli a nevét.

### FIFA kongresszus
A világbajnokság előtti napokban a FIFA megtartotta soros kongresszusát, amin a tagországoknak a fele, 57 nemzet küldötte képviseltette magát. A kongresszuson fontos döntések születtek:
- a világbajnokság selejtező mérkőzésein vagy a világbajnokságon szereplő játékosok a továbbiakban nem vehetnek részt az olimpián,
- egy játékos csak annak az országnak a színeiben lehet válogatott, amely országban született (ennek bevezetésére 1966-ban az angliai világbajnokságon került sor),
- egy külföldre távozott játékos akkor játszhat hivatalos nemzetközi mérkőzésen, ha volt szövetsége engedélyezi.

## Résztvevők
| Csapat        | Részvételek száma | Sorozatban | Utolsó szereplés |
| ------------- | ----------------- | ---------- | ---------------- |
| Argentína     | 4.                | 2          | 1958             |
| Brazília (c)  | 7.                | 7          | 1958             |
| Bulgária      | 1.                | 1          | -                |
| Chile (r)     | 3.                | 1          | 1950             |
| Kolumbia      | 1.                | 1          | -                |
| Csehszlovákia | 5.                | 3          | 1958             |
| Anglia        | 4.                | 4          | 1958             |
| Magyarország  | 5.                | 3          | 1958             |
| Olaszország   | 5.                | 1          | 1954             |
| Mexikó        | 5.                | 4          | 1958             |
| Spanyolország | 3.                | 1          | 1950             |
| Svájc         | 5.                | 1          | 1954             |
| Uruguay       | 4.                | 1          | 1954             |
| Szovjetunió   | 2.                | 2          | 1958             |
| NSZK          | 5.                | 3          | 1958             |
| Jugoszlávia   | 5.                | 4          | 1958             |

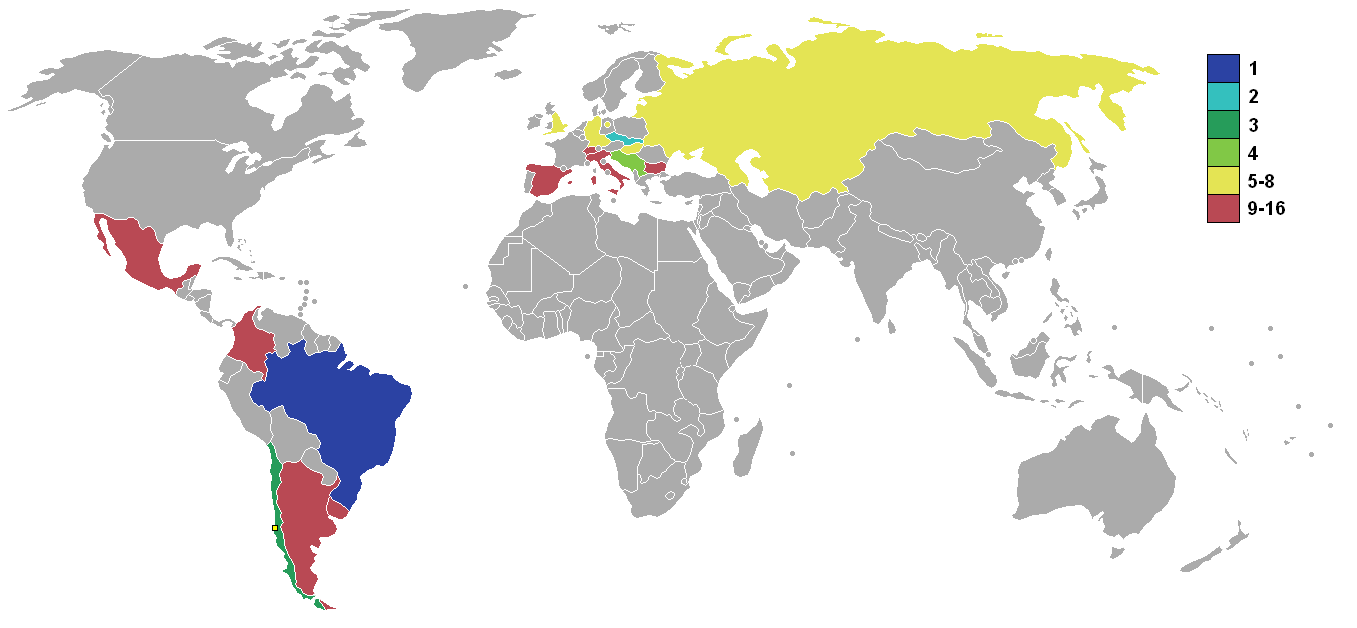
Részt vevő országok

(r) - automatikus továbbjutás a rendezés jogán
(c) - automatikus továbbjutás a címvédés jogán

## Helyszínek
A mérkőzéseket 4 város (Arica, Rancagua, Santiago, Viña del Mar) 4 stadionjában rendezték.
| Santiago Viña del Mar Rancagua Arica | Santiago                                                                                              | Viña del Mar                                                                         |
| ------------------------------------ | --- | ------------------------------------------------------------------------------------ |
| Santiago Viña del Mar Rancagua Arica | Estadio Nacional                                                                                      | Estadio Sausalito                                                                    |
| Santiago Viña del Mar Rancagua Arica | d. sz. 33° 27′ 52″, ny. h. 70° 36′ 38″33.464444°S 70.610556°WEstadio Nacional Julio Martínez Prádanos | d. sz. 33° 00′ 52″, ny. h. 71° 32′ 07″33.014397°S 71.535233°WEstadio Sausalito       |
| Santiago Viña del Mar Rancagua Arica | Capacity: 66,660                                                                                      | Capacity: 18,037                                                                     |
| Santiago Viña del Mar Rancagua Arica | |                                                                                      |
| Santiago Viña del Mar Rancagua Arica | Rancagua                                                                                              | Arica                                                                                |
| Santiago Viña del Mar Rancagua Arica | Estadio Braden Copper Co.                                                                             | Estadio Carlos Dittborn                                                              |
| Santiago Viña del Mar Rancagua Arica | d. sz. 34° 10′ 40″, ny. h. 70° 44′ 16″34.177764°S 70.737719°WEstadio El Teniente                      | d. sz. 18° 29′ 15″, ny. h. 70° 17′ 57″18.487631°S 70.299156°WEstadio Carlos Dittborn |
| Santiago Viña del Mar Rancagua Arica | Capacity: 18,000                                                                                      | Capacity: 17,786                                                                     |
| Santiago Viña del Mar Rancagua Arica | |                                                                                      |

## Játékvezetés
A dél-amerikai játékvezetők felfogása, szabályalkalmazása erősen különbözik az európai játékvezetéstől. A változtatás érdekében a nemzetközi szövetség előzetesen egy szakembert küldött a helyszínre, az elért eredményt nem hozták nyilvánosságra. A játék irányításánál a szigorúbb európai felfogás éppoly hátrányos a dél-amerikaiakra, mint a dél-amerikai az európai csapatokra nézve. Később hasonló problémákkal találkozik a FIFA akkor is, ha más földrészekről delegál a világeseményre játékvezetőket vagy partbírókat. Stanley Rous, a FIFA elnöke kijelentette, hogy a labdarúgó játékvezetők kérdése bonyolult. A legtöbb komplikációt az okozza, hogy a játékszabályokat a különböző országokban és kontinenseken különbözőképpen kezelik és alkalmazzák. Nem egyformán reagálnak a játékvezetők a lökésekre, a testi erő kihasználására, a kapus támadására és a partdobás tekintetében. Hogy Chilében ne legyen a felfogásban és az alkalmazásban eltérés, a kiválasztott játékvezetőkkel több szemináriumot fognak tartani, amelyeken meghatározzák az egységes gyakorlatot, amely kötelező lesz minden játékvezetőre. A játékvezetőknek végül egy szemináriumot tartottak a költségek csökkentése miatt, a világbajnokság előtt 7 nappal Santiagóban. Ebben az időben még nem volt kötelező (csak ajánlott) az idegen (angol) nyelvismeret, az idegen nyelvet nem beszélő játékvezetőknek a nyelvet beszélő nemzeti csapatvezetők, újságírók adtak segítséget! Az előzetes tervek szerint a chilei játékvezetőket főleg, mint partbírókat fogják foglalkoztatni. Általános szokás, hogy abból az országból hívnak meg partjelzőket, amelyek a tornán részt vesznek. Ettől ezen a világbajnokságon eltértek. A világbajnokságra 33 játékvezetőt hívtak meg, Európából 15-öt, Ázsiából 1-et, az amerikai földrészről 17-et, 14 játékvezető csak partbíróként működött közre. 25 mérkőzést európai, 7-et az amerikai földrész játékvezetője dirigált. A 8 hazai játékvezető közül 3 egy-egy mérkőzést vezetett, Carlos Robles két alkalommal, társai egy-egy alkalommal működtek közre partbíróként. A chilei játékvezetők a hazai élvonalban profi alapon, hivatásszerűen működtek közre. A FIFA elvárásának legjobban megfelelő 5 játékvezető 3-3 mérkőzést vezetett, partbíróként a legtöbbször, 4 alkalommal, Luis Antonio Ventre (argentin) tevékenykedett. A korabeli játék hevességére jellemzően a világbajnokság végén a súlyos sérültek mérlege: 1 orrtörés, 2 lábtörés, 6 bordatörés és számolatlan ízületi- és izomsérülés. A világbajnokságon minden mérkőzést chilei labdákkal játszottak, három labdát kapott a játékvezető, eggyel játszottak, kettőt pedig a játéktér szélén tartózkodó FIFA képviselő őrizett. Az NSZK szakvezető, Herberger, a világbajnokság végén kifogásolta a játékvezetők magatartását, szinte minden szabadrúgásnál kézbe vették a labdát (indoklás: meggátolva, hogy a játékosok elrugdossák a labdát, amíg a védelem elhelyezkedik. Akkor még a szabályok nem adtak lehetőséget a büntetésre.) és ezzel megakadályozták a szabadrúgás gyors elvégzését, tehát vétettek az előnyszabály szelleme ellen. A világbajnokságon a német Albert Dusch 50 éves lett, így korelnökként a világbajnokságon búcsúzott az aktív nemzetközi játékvezetéstől.
Etikátlanság miatt az angol Kenneth Aston játékvezetőt idő előtt hazaküldték a világbajnokságról.

### Játékvezetők
| Ázsia - Leo Goldstein Európa - Antoine Blavier - Dorogi Andor - Albert Dusch - Branislav Tešanić - Karol Galba - Leo Horn - Nyikolaj Gavrilovics Latisev - Gottfried Dienst - Erich Steiner - Pierre Schwinte - Juan Gardeazabal - Cesare Jonni - Kenneth Aston - Robert Davidson - Dimitar Rumencsev | Észak-Amerika - Raymond Morgan Közép-Amerika - Felipe Buergo - Walter van Rosberg Dél-Amerika - Luis Antonio Ventre - João Etzel Filho - Arturo Yamasaki - Esteban Marino - José Antonio Sundheim - Bel López Morales - Adolfo Reginato - Sergio Bustamante - Carlos Robles - Claudio Vicuña Larrain - Luis Silva - Morales Bulnes - Arturo Massaro |

## Sorsolás
| 1. kalap: Dél-Amerika                                        | 2. kalap: Európa I                            | 3. kalap: Európa II                                        | 4. kalap: Maradék világ                |
| ------------------------------------------------------------ | --------------------------------------------- | ---------------------------------------------------------- | -------------------------------------- |
| - Chile (rendező) - Brazília (címvédő) - Argentína - Uruguay | - Csehszlovákia - Anglia - Szovjetunió - NSZK | - Olaszország - Magyarország - Spanyolország - Jugoszlávia | - Bulgária - Kolumbia - Mexikó - Svájc |

## Eredmények

### Csoportmérkőzések

#### 1. csoport összefoglaló
A szovjet válogatott veretlenül lett csoportelső. A jugoszlávok erőteljes támadó játékuknak köszönhetően legyőzték az uruguayi csapatot, így bekerültek a negyeddöntőbe. Dorogi Andor játékvezető közmegelégedésre vezette mérkőzését.

##### 1. csoport
| #  | Csapat      | M | Gy | D | V | Rg | Kg | Gá   | P |
| -- | ----------- | - | -- | - | - | -- | -- | ---- | - |
| 1. | Szovjetunió | 3 | 2  | 1 | 0 | 8  | 5  | 1,60 | 5 |
| 2. | Jugoszlávia | 3 | 2  | 0 | 1 | 8  | 3  | 2,67 | 4 |
| 3. | Uruguay     | 3 | 1  | 0 | 2 | 4  | 6  | 0,67 | 2 |
| 4. | Kolumbia    | 3 | 0  | 1 | 2 | 5  | 11 | 0,45 | 1 |

| 1962. május 30. 15:00 |

| Uruguay               | 2–1               | Kolumbia               |
| --------------------- | ----------------- | ---------------------- |
| Sasía 56' Cubilla 75' | (0–1) Jegyzőkönyv | Zuluaga 19' (11-esből) |

| Estadio Carlos Dittborn, Arica Nézőszám: 7 908 Játékvezető: Dorogi Andor (magyar) Asszisztensek: João Etzel Filho (brazil), Karol Galba (csehszlovák) |

| 1962. május 31. 15:00 |

| Szovjetunió                  | 2–0               | Jugoszlávia |
| ---------------------------- | ----------------- | ----------- |
| Ivanov 51' Ponyegyelnyik 83' | (0–0) Jegyzőkönyv |             |

| Estadio Carlos Dittborn, Arica Nézőszám: 15 000 Játékvezető: Dusch (német) Asszisztensek: João Etzel Filho (brazil), Carlos Robles (chilei) |

| 1962. június 2. 15:00 |

| Jugoszlávia                                               | 3–1               | Uruguay                 |
| --------------------------------------------------------- | ----------------- | ----------------------- |
| Skoblar 25' (11-esből) Galić 29' Jerković 49' Popović 71′ | (2–1) Jegyzőkönyv | Cabrera 19' Cabrera 71′ |

| Estadio Carlos Dittborn, Arica Nézőszám: 8 829 Játékvezető: Galba (csehszlovák) Asszisztensek: Albert Dusch (NSZK), Cesare Jonni (olasz) |

| 1962. június 3. 15:00 |

| Szovjetunió                                    | 4–4               | Kolumbia                                 |
| ---------------------------------------------- | ----------------- | ---------------------------------------- |
| Ivanov 8' 11' Csiszlenko 10' Ponyegyelnyik 56' | (3–1) Jegyzőkönyv | Aceros 21' Coll 68' Rada 72' Klinger 86' |

| Estadio Carlos Dittborn, Arica Nézőszám: 8 040 Játékvezető: João Etzel Filho (brazil) Asszisztensek: Dorogi Andor (magyar), Carlos Robles (chilei) |

| 1962. június 6. 15:00 |

| Szovjetunió            | 2–1               | Uruguay   |
| ---------------------- | ----------------- | --------- |
| Mamikin 38' Ivanov 89' | (1–0) Jegyzőkönyv | Sasía 54' |

| Estadio Carlos Dittborn, Arica Nézőszám: 9 973 Játékvezető: Jonni (olasz) Asszisztensek: Dorogi Andor (magyar), Albert Dusch (NSZK) |

| 1962. június 7. 15:00 |

| Jugoszlávia                              | 5–0               | Kolumbia |
| ---------------------------------------- | ----------------- | -------- |
| Galić 20' 61' Jerković 25' 87' Melić 82' | (2–0) Jegyzőkönyv |          |

| Estadio Carlos Dittborn, Arica Nézőszám: 7 167 Játékvezető: Carlos Robles (chilei) Asszisztensek: Cesare Jonni (olasz), Karol Galba (csehszlovák) |

#### 2. csoport összefoglaló
Általános vélemény szerint az olasz-német találkozó "észszerű" döntetlent hozott. A németeknek bejött, mert legyőzték a svájci csapatot. A chilei-olasz mérkőzésen - függetlenül a FIFA évtizedes erőfeszítéseitől - érvényesült a latinos hevesség, a játékosok többször ütötték vagy rúgták meg egymást, mint a labdát. A mérkőzés játékvezetője, az angol Kenneth Aston egyszerűen "haza vezette" a mérkőzést. Ő lett az első játékvezető, akit egy világtornáról hazaküldtek. Az első forduló "vesztesége" 13 súlyos sérülés, közte egy lábtörés. A vereséget szenvedett olaszok tiltakozására a FIFA összehívta a játékvezetőket, utasítást adott ki, hogy a legkisebb szándékosság, tiszteletlenség, feleselés azonnali kiállítással járjon. Ezt az utasítást közölte a csapatvezetőkkel és az edzőkkel is.

##### 2. csoport
| Csapat      | M | Gy | D | V | Rg | Kg | Gá   | P |
| ----------- | - | -- | - | - | -- | -- | ---- | - |
| NSZK        | 3 | 2  | 1 | 0 | 4  | 1  | 4,00 | 5 |
| Chile       | 3 | 2  | 0 | 1 | 5  | 3  | 1,67 | 4 |
| Olaszország | 3 | 1  | 1 | 1 | 3  | 2  | 1,50 | 3 |
| Svájc       | 3 | 0  | 0 | 3 | 2  | 8  | 0,25 | 0 |

| 1962. május 30. 15:00 |

| Chile                       | 3 – 1               | Svájc       |
| --------------------------- | ------------------- | ----------- |
| Sánchez 44' 55' Ramírez 51' | (1 – 1) Jegyzőkönyv | Wüthrich 6' |

| Estadio Nacional, Santiago Nézőszám: 65,000 Játékvezető: Kenneth Aston (angol) Asszisztensek: Antoine Blavier (belga), Arturo Yamasaki (perui) |

| 1962. május 31. 15:00 |

| NSZK | 0 – 0       | Olaszország |
| ---- | ----------- | ----------- |
|      | Jegyzőkönyv |             |

| Estadio Nacional, Santiago Nézőszám: 65,440 Játékvezető: Robert Davidson (skót) Asszisztensek: Raymond Morgan (kanadai), Luis Antonio Ventre (argentin) |

| 1962. június 2. 15:00 |

| Chile                | 2 – 0               | Olaszország          |
| -------------------- | ------------------- | -------------------- |
| Ramírez 73' Toro 87' | (0 – 0) Jegyzőkönyv | Ferrini 8′ David 41′ |

| Estadio Nacional, Santiago Nézőszám: 66,057 Játékvezető: Kenneth Aston (Angol) Asszisztensek: Leo Goldstein (izraeli), Felipe Buergo (mexikói) |

| 1962. június 3. 15:00 |

| NSZK                  | 2 – 1               | Svájc         |
| --------------------- | ------------------- | ------------- |
| Brülls 45' Seeler 59' | (1 – 0) Jegyzőkönyv | Schneiter 73' |

| Estadio Nacional, Santiago Nézőszám: 64,922 Játékvezető: Leo Horn (holland) Asszisztensek: Nyikolaj Gavrilovics Latisev (szovjet), Luis Antonio Ventre (argentin) |

| 1962. június 6. 15:00 |

| NSZK                                | 2 – 0               | Chile |
| ----------------------------------- | ------------------- | ----- |
| Szymaniak 21' (11-esből) Seeler 82' | (1 – 0) Jegyzőkönyv |       |

| Estadio Nacional, Santiago Nézőszám: 67,224 Játékvezető: Robert Davidson (skót) Asszisztensek: Kenneth Aston (angol), Leo Horn (holland) |

| 1962. június 7. 15:00 |

| Olaszország                | 3 – 0               | Svájc |
| -------------------------- | ------------------- | ----- |
| Mora 1' Bulgarelli 65' 67' | (1 – 0) Jegyzőkönyv |       |

| Estadio Nacional, Santiago Nézőszám: 59,828 Játékvezető: Nyikolaj Gavrilovics Latisev (szovjet) Asszisztensek: Robert Davidson (skót), Dimitar Rumencsev (bolgár) |

#### 3. csoport összefoglaló
Pelé korai sérülése ellenére a brazil válogatottnak sima útja volt. A csehszlovákok szerezték meg a csoportjukban a második helyet, ami biztosította az negyeddöntős pozíciót.

##### 3. csoport
| Csapat        | M | Gy | D | V | Rg | Kg | Gá   | P |
| ------------- | - | -- | - | - | -- | -- | ---- | - |
| Brazília      | 3 | 2  | 1 | 0 | 4  | 1  | 4,00 | 5 |
| Csehszlovákia | 3 | 1  | 1 | 1 | 2  | 3  | 0,67 | 3 |
| Mexikó        | 3 | 1  | 0 | 2 | 3  | 4  | 0,75 | 2 |
| Spanyolország | 3 | 1  | 0 | 2 | 2  | 3  | 0,67 | 2 |

| 1962. május 30. 15:00 |

| Brazília             | 2 – 0               | Mexikó |
| -------------------- | ------------------- | ------ |
| Zagallo 56' Pelé 73' | (0 – 0) Jegyzőkönyv |        |

| Estadio Sausalito, Viña del Mar Nézőszám: 10,484 Játékvezető: Gottfried Dienst (svájci) Asszisztensek: Erich Steiner (osztrák), Pierre Schwinte (francia) |

| 1962. május 31. 15:00 |

| Csehszlovákia | 1 – 0               | Spanyolország |
| ------------- | ------------------- | ------------- |
| Štibrányi 80' | (0 – 0) Jegyzőkönyv |               |

| Estadio Sausalito, Viña del Mar Nézőszám: 12,700 Játékvezető: Erich Steiner (osztrák) Asszisztensek: Esteban Marino (uruguayi), Walter van Rosberg (Antigua és Barbuda-i) |

| 1962. június 2. 15:00 |

| Brazília | 0 – 0       | Csehszlovákia |
| -------- | ----------- | ------------- |
|          | Jegyzőkönyv |               |

| Estadio Sausalito, Viña del Mar Nézőszám: 14,903 Játékvezető: Pierre Schwinte (francia) Asszisztensek: Arturo Massaro (chilei), Gottfried Dienst (svájci) |

| 1962. június 3. 15:00 |

| Spanyolország | 1 – 0               | Mexikó |
| ------------- | ------------------- | ------ |
| Peiró 90'     | (0 – 0) Jegyzőkönyv |        |

| Estadio Sausalito, Viña del Mar Nézőszám: 11,875 Játékvezető: Branislav Tešanić (jugoszláv) Asszisztensek: Claudio Vicuña Larrain (chilei), Walter van Rosberg (Antigua és Barbuda-i) |

| 1962. június 6. 15:00 |

| Brazília         | 2 – 1               | Spanyolország |
| ---------------- | ------------------- | ------------- |
| Amarildo 72' 86' | (0 – 1) Jegyzőkönyv | Adelardo 35'  |

| Estadio Sausalito, Viña del Mar Nézőszám: 18,715 Játékvezető: Sergio Bustamante (chilei) Asszisztensek: Esteban Marino (uruguayi), José Antonio Sundheim (kolumbiai) |

| 1962. június 7. 15:00 |

| Mexikó                                           | 3 – 1               | Csehszlovákia |
| ------------------------------------------------ | ------------------- | ------------- |
| Díaz 12' del Águila 29' Hernández 90' (11-esből) | (2 – 1) Jegyzőkönyv | Mašek 1'      |

| Estadio Sausalito, Viña del Mar Nézőszám: 10,648 Játékvezető: Gottfried Dienst (svájci) Asszisztensek: Branislav Tešanić (jugoszláv), José Antonio Sundheim (kolumbiai) |

#### 4. csoport összefoglaló
Az angol-magyar mérkőzésen a magyar játékosok fegyelmezetten hárították az angol rohamokat. Egy magyar ellentámadás Tichy jóvoltából gólt eredményezett, majd az egyik magyar védő "védése" miatti büntetőből az angolok egyenlítettek. A győzelmet jelentő gólt Albert Flórián érte el egy merész cselsorozat végén.
Az angol-argentin mérkőzés az európai csapat győzelmét hozta, így fennállt a keresztbeverés veszélye.
A magyar-bolgár mérkőzésre angol játékvezetőt, Kenneth Astont jelölték, a magyarok ezt azonnal megóvták, hiszen a játékvezető csoportérdekelt volt. Az óvást figyelembe véve végül Leo Horn (holland) játékvezető dirigálta a kiütéssel - világbajnoki gólcsúcs beállítással - végződött mérkőzést.
Az argentin-magyar összecsapáson a magyarok folyamatosan, de biztonságosan védekeztek. A mérkőzés vége felé a dél-amerikai csapat sikertelensége miatt komoly durvaságokba csapott a játék.

##### 4. csoport
| Csapat       | M | Gy | D | V | Rg | Kg | Gá   | P |
| ------------ | - | -- | - | - | -- | -- | ---- | - |
| Magyarország | 3 | 2  | 1 | 0 | 8  | 2  | 4.00 | 5 |
| Anglia       | 3 | 1  | 1 | 1 | 4  | 3  | 1.33 | 3 |
| Argentína    | 3 | 1  | 1 | 1 | 2  | 3  | 0.67 | 3 |
| Bulgária     | 3 | 0  | 1 | 2 | 1  | 7  | 0.14 | 1 |

Megjegyzés: Anglia jutott tovább a jobb gólátlaga miatt.
| 1962. május 30. 15:00 |

| Argentína  | 1 – 0               | Bulgária |
| ---------- | ------------------- | -------- |
| Facundo 4' | (1 – 0) Jegyzőkönyv |          |

| Estadio El Teniente, Rancagua Nézőszám: 7,134 Játékvezető: Juan Gardeazabal (spanyol) Asszisztensek: Felipe Buergo (mexikói), Raymond Morgan (kanadai) |

| 1962. május 31. 15:00 |

| Magyarország         | 2 – 1               | Anglia                 |
| -------------------- | ------------------- | ---------------------- |
| Tichy 17' Albert 61' | (1 – 0) Jegyzőkönyv | Flowers 60' (11-esből) |

| Estadio El Teniente, Rancagua Nézőszám: 7,938 Játékvezető: Leo Horn (holland) Asszisztensek: Antoine Blavier (belga), Leo Goldstein (izraeli) |

| 1962. június 2. 15:00 |

| Anglia                                          | 3 – 1               | Argentína      |
| ----------------------------------------------- | ------------------- | -------------- |
| Flowers 17' (11-esből) Charlton 42' Greaves 67' | (2 – 0) Jegyzőkönyv | Sanfilippo 81' |

| Estadio El Teniente, Rancagua Nézőszám: 9,794 Játékvezető: Nyikolaj Gavrilovics Latisev (szovjet) Asszisztensek: Adolfo Reginato (chilei), Raymond Morgan (kanadai) |

| 1962. június 3. 15:00 |

| Magyarország                               | 6 – 1               | Bulgária     |
| ------------------------------------------ | ------------------- | ------------ |
| Albert 1' 6' 53' Tichy 8' 70' Solymosi 12' | (4 – 0) Jegyzőkönyv | Szokolov 64' |

| Estadio El Teniente, Rancagua Nézőszám: 7,442 Játékvezető: Juan Gardeazabal (spanyol) Asszisztensek: Robert Davidson (skót), Luis Silva (chilei) |

| 1962. június 6. 15:00 |

| Magyarország | 0 – 0       | Argentína |
| ------------ | ----------- | --------- |
|              | Jegyzőkönyv |           |

| Estadio El Teniente, Rancagua Nézőszám: 7,945 Játékvezető: Arturo Yamasaki (perui) Asszisztensek: Morales Bulnes (chilei), Juan Gardeazabal (spanyol) |

| 1962. június 7. 15:00 |

| Anglia | 0 – 0       | Bulgária |
| ------ | ----------- | -------- |
|        | Jegyzőkönyv |          |

| Estadio El Teniente, Rancagua Nézőszám: 5,700 Játékvezető: Antoine Blavier (belga) Asszisztensek: Adolfo Reginato (chilei), Bel López Morales (kolumbiai) |

### Egyenes kieséses szakasz
|  |                           |               |                           |                       |   |             |                       |                       |                       |                       |               |       |       |
|  | Negyeddöntők              | Negyeddöntők  | Negyeddöntők              |                       |   | Elődöntők   | Elődöntők             | Elődöntők             |                       |                       | Döntő         | Döntő | Döntő |
|  | Negyeddöntők              | Negyeddöntők  | Negyeddöntők              |                       |   | Elődöntők   | Elődöntők             | Elődöntők             |                       |                       | Döntő         | Döntő | Döntő |
|  | június 10. – Arica        |               |                           |                       |   |             |                       |                       |                       |                       |               |       |       |
|  |                           |               |                           |                       |   |             |                       |                       |                       |                       |               |       |       |
|  | A1                        | Szovjetunió   | 1                         |                       |   |             |                       |                       |                       |                       |               |       |       |
|  | A1                        | Szovjetunió   | 1                         | június 13. – Santiago |   |             |                       |                       |                       |                       |               |       |       |
|  | B2                        | Chile         | 2                         |                       |   |             |                       |                       |                       |                       |               |       |       |
|  | B2                        | Chile         | 2                         |                       |   | Chile       | Chile                 | 2                     |                       |                       |               |       |       |
|  | június 10. – Viña del Mar |               |                           |                       |   | Chile       | Chile                 | 2                     |                       |                       |               |       |       |
|  |                           |               | Brazília                  | Brazília              | 4 |             |                       |                       |                       |                       |               |       |       |
|  | C1                        | Brazília      | Brazília                  | Brazília              | 4 | 3           |                       |                       |                       |                       |               |       |       |
|  | C1                        | Brazília      |                           |                       |   | 3           | június 17. – Santiago |                       |                       |                       |               |       |       |
|  | D2                        | Anglia        | 1                         |                       |   |             |                       |                       |                       |                       |               |       |       |
|  | D2                        | Anglia        | 1                         |                       |   | Brazília    | Brazília              | 3                     |                       |                       |               |       |       |
|  | június 10. – Santiago     |               |                           |                       |   | Brazília    | Brazília              | 3                     |                       |                       |               |       |       |
|  |                           |               | Csehszlovákia             | Csehszlovákia         | 1 |             |                       |                       |                       |                       |               |       |       |
|  | B1                        | NSZK          | Csehszlovákia             | Csehszlovákia         | 1 | 0           |                       |                       |                       |                       |               |       |       |
|  | B1                        | NSZK          | június 13. – Viña del Mar |                       |   | 0           |                       |                       |                       |                       |               |       |       |
|  | A2                        | Jugoszlávia   | 1                         |                       |   |             |                       |                       |                       |                       |               |       |       |
|  | A2                        | Jugoszlávia   | 1                         |                       |   | Jugoszlávia | Jugoszlávia           | 1                     | Bronzmérkőzés         | Bronzmérkőzés         | Bronzmérkőzés |       |       |
|  | június 10. – Rancagua     |               |                           |                       |   | Jugoszlávia | Jugoszlávia           | 1                     | Bronzmérkőzés         | Bronzmérkőzés         | Bronzmérkőzés |       |       |
|  |                           |               | Csehszlovákia             | Csehszlovákia         | 3 |             |                       | június 16. – Santiago | június 16. – Santiago | június 16. – Santiago |               |       |       |
|  | D1                        | Magyarország  | Csehszlovákia             | Csehszlovákia         | 3 | 0           |                       | június 16. – Santiago | június 16. – Santiago | június 16. – Santiago |               |       |       |
|  | D1                        | Magyarország  |                           |                       |   |             |                       | Chile                 | Chile                 | 1                     |               |       |       |
|  | C2                        | Csehszlovákia | 1                         |                       |   |             |                       | Chile                 | Chile                 | 1                     |               |       |       |
|  | C2                        | Csehszlovákia | 1                         |                       |   | Jugoszlávia | Jugoszlávia           | 0                     |                       |                       |               |       |       |
|  |                           |               |                           |                       |   | Jugoszlávia | Jugoszlávia           | 0                     |                       |                       |               |       |       |

#### Negyeddöntők
| 1962. június 10. 14:30 |

| Chile                 | 2 – 1               | Szovjetunió    |
| --------------------- | ------------------- | -------------- |
| Sánchez 11' Rojas 29' | (2 – 1) Jegyzőkönyv | Csiszlenko 26' |

| Estadio Carlos Dittborn, Arica Nézőszám: 17,268 Játékvezető: Leo Horn (holland) Asszisztensek: João Etzel Filho (brazil), Karol Galba (csehszlovák) |

| 1962. június 10. 14:30 |

| Csehszlovákia | 1 – 0               | Magyarország |
| ------------- | ------------------- | ------------ |
| Scherer 13'   | (1 – 0) Jegyzőkönyv |              |

| Estadio El Teniente, Rancagua Nézőszám: 11,690 Játékvezető: Nyikolaj Gavrilovics Latisev (szovjet) Asszisztensek: Felipe Buergo (mexikói), Dimitar Rumencsev (bolgár) |

| 1962. június 10. 14:30 |

| Brazília                   | 3 – 1               | Anglia       |
| -------------------------- | ------------------- | ------------ |
| Garrincha 31' 59' Vavá 53' | (1 – 1) Jegyzőkönyv | Hitchens 38' |

| Estadio Sausalito, Viña del Mar Nézőszám: 17,736 Játékvezető: Pierre Schwinte (francia) Asszisztensek: Gottfried Dienst (svájci), Sergio Bustamante (chilei) |

| 1962. június 10. 14:30 |

| Jugoszlávia   | 1 – 0               | NSZK |
| ------------- | ------------------- | ---- |
| Radaković 85' | (0 – 0) Jegyzőkönyv |      |

| Estadio Nacional, Santiago Nézőszám: 63,324 Játékvezető: Arturo Yamasaki (perui) Asszisztensek: Luis Antonio Ventre (argentin), Luis Silva (chilei) |

#### Elődöntők
| 1962. június 13. 14:30 |

| Csehszlovákia                          | 3 – 1               | Jugoszlávia  |
| -------------------------------------- | ------------------- | ------------ |
| Kadraba 48' Scherer 80' 84' (11-esből) | (0 – 0) Jegyzőkönyv | Jerković 69' |

| Estadio Sausalito, Viña del Mar Nézőszám: 5,890 Játékvezető: Gottfried Dienst (svájci) Asszisztensek: Erich Steiner (osztrák), Cesare Jonni (olasz) |

| 1962. június 13. 14:30 |

| Brazília                          | 4 – 2               | Chile                                     |
| --------------------------------- | ------------------- | ----------------------------------------- |
| Garrincha 9' 32' 83′ Vavá 47' 78' | (2 – 1) Jegyzőkönyv | Toro 42' Sánchez 61' (11-esből) Landa 80′ |

| Estadio Nacional, Santiago Nézőszám: 76,500 Játékvezető: Arturo Yamasaki (perui) Asszisztensek: Esteban Marino (uruguayi), Luis Antonio Ventre (argentin) |

#### Bronzmérkőzés
| 1962. június 16. 14:30 |

| Chile     | 1 – 0               | Jugoszlávia |
| --------- | ------------------- | ----------- |
| Rojas 90' | (0 – 0) Jegyzőkönyv |             |

| Estadio Nacional, Santiago Nézőszám: 67,000 Játékvezető: Juan Gardeazabal (spanyol) Asszisztensek: Albert Dusch (NSZK), Dorogi Andor (magyar) |

#### Döntő
| 1962. június 17. 14:30 |

| Brazília                       | 3 – 1               | Csehszlovákia |
| ------------------------------ | ------------------- | ------------- |
| Amarildo 17' Zito 69' Vavá 78' | (1 – 1) Jegyzőkönyv | Masopust 15'  |

| Estadio Nacional, Santiago Nézőszám: 68,679 Játékvezető: Nyikolaj Gavrilovics Latisev (szovjet) Asszisztensek: Leo Horn (holland), Robert Davidson (skót) |

## Díjak
| Az 1962-es labdarúgó-világbajnokság győztese |
| -------------------------------------------- |
| · Brazília · 2. cím                          |

| Aranycipő: | Albert Flórián |

## Góllövőlista
| 4 gólosok - Garrincha - Vavá - Leonel Sánchez - Dražan Jerković - Albert Flórián - Valentyin Ivanov 3 gólosok - Amarildo - Adolf Scherer - Milan Galić - Tichy Lajos 2 gólosok - Ron Flowers - Jaime Ramírez - Eladio Rojas - Jorge Toro - Uwe Seeler - Giacomo Bulgarelli - Igor Csiszlenko - Viktor Ponyegyelnyik - José Sasía 1 gólosok - Bobby Charlton - Jimmy Greaves - Gerry Hitchens - Héctor Facundo - José Sanfilippo | 1 gólosok folytatása - Pelé - Mário Zagallo - Zito - Georgi Szokolov - Josef Kadraba - Václav Mašek - Josef Masopust - Jozef Štibrányi - Vojislav Melić - Petar Radaković - Josip Skoblar - Germán Aceros - Marco Coll - Marino Klinger - Antonio Rada - Francisco Zuluaga - Albert Brülls - Horst Szymaniak - Solymosi Ernő - Alfredo del Águila - Isidoro Díaz - Héctor Hernández - Bruno Mora - Alekszej Mamikin - Adelardo - Joaquín Peiró - Heinz Schneiter - Rolf Wüthrich - Ángel Cabrera - Luis Cubilla |

## Végeredmény
Az első négy helyezett utáni sorrend nem tekinthető hivatalosnak, mivel ezekért a helyekért nem játszottak mérkőzéseket. Ezért e helyezések meghatározása a következők szerint történt:
1. több szerzett pont,
2. jobb gólkülönbség,
3. több szerzett gól,
4. nemzetnév.

A hazai csapat eltérő háttérszínnel kiemelve.

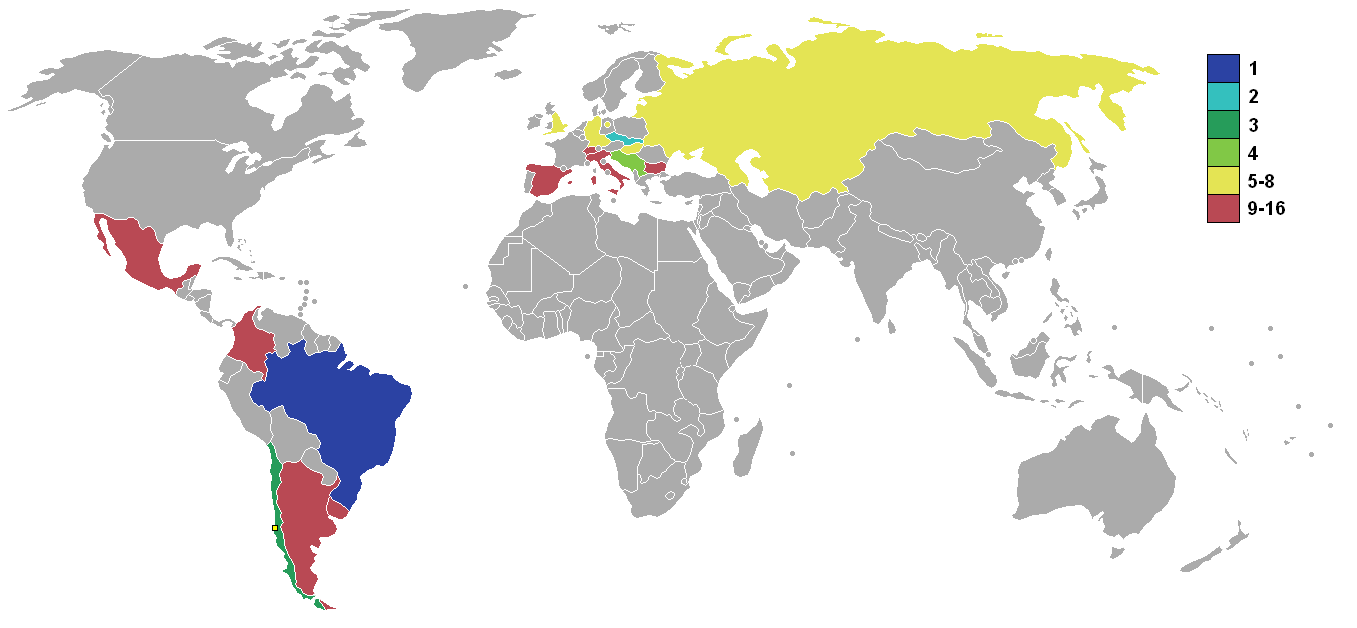
Az 1962-es labdarúgó-világbajnokságon részt vevő országok helyezései

| Helyezés                  | Nemzet        | M | Gy | D | V | G+ | G– | Gk | P  |
| ------------------------- | ------------- | - | -- | - | - | -- | -- | -- | -- |
| Arany                     | Brazília      | 6 | 5  | 1 | 0 | 14 | 5  | +9 | 11 |
| Ezüst                     | Csehszlovákia | 6 | 3  | 1 | 2 | 7  | 7  | 0  | 7  |
| Bronz                     | Chile         | 6 | 4  | 0 | 2 | 10 | 8  | +2 | 8  |
| 4                         | Jugoszlávia   | 6 | 3  | 0 | 3 | 10 | 7  | +3 | 6  |
| A negyeddöntőben estek ki |               |   |    |   |   |    |    |    |    |
| 5                         | Magyarország  | 4 | 2  | 1 | 1 | 8  | 3  | +5 | 5  |
| 6                         | Szovjetunió   | 4 | 2  | 1 | 1 | 9  | 7  | +2 | 5  |
| 7                         | NSZK          | 4 | 2  | 1 | 1 | 4  | 2  | +2 | 5  |
| 8                         | Anglia        | 4 | 1  | 1 | 2 | 5  | 6  | −1 | 3  |
| A csoportkörben estek ki  |               |   |    |   |   |    |    |    |    |
| 9                         | Olaszország   | 3 | 1  | 1 | 1 | 3  | 2  | +1 | 3  |
| 10                        | Argentína     | 3 | 1  | 1 | 1 | 2  | 3  | −1 | 3  |
| 11                        | Mexikó        | 3 | 1  | 0 | 2 | 3  | 4  | −1 | 2  |
| 12                        | Uruguay       | 3 | 1  | 0 | 2 | 4  | 6  | −2 | 2  |
| 13                        | Spanyolország | 3 | 1  | 0 | 2 | 2  | 3  | −1 | 2  |
| 14                        | Kolumbia      | 3 | 0  | 1 | 2 | 5  | 11 | −6 | 1  |
| 15                        | Bulgária      | 3 | 0  | 1 | 2 | 1  | 7  | −6 | 1  |
| 16                        | Svájc         | 3 | 0  | 0 | 3 | 2  | 8  | −6 | 0  |

## Érdekességek
- Minden jegyet amerikai dollárért árultak.
- A jegyárakat a döntőre $2,20 és $5 között lehetett venni.
- Ez a világbajnokság volt az utolsó, amit televízióban nem tudtak élőben adni Európában. A BBC két nappal később sugározta az adásokat élő rádiókommentárokkal.
- Igor Nyetto, a becsületes, az Uruguay elleni mérkőzésen szólt a játékvezetőnek, hogy az előző gól érvénytelen volt, mert nem is lépte át a labda a gólvonalat. (A gólt csapattársa és legjobb barátja Igor Csiszlenko szerezte)

## Lásd még
- Labdarúgó-világbajnokság